# Abbaye de Forest
Abbaye de Forest is een Belgisch bier.
Het bier wordt gebrouwen door Brasserie de Silly te Silly.

## Achtergrond
De naam van het bier verwijst naar de abdij van Vorst (“Forest” is het Frans voor “Vorst”). Dit was een Benedictinessen-abdij die bestond van 1106 tot 1764. Toen werd de abdij verwoest door een brand.

## Het bier
Abbaye de Forest is een blond tripel abdijbier met een alcoholpercentage van 6,5%. Het heeft een densiteit van 14° Plato. Het werd gelanceerd in 2005.

## Prijzen
- 2008: bronzen medaille op de Australian International Beer Awards in de categorie “Abbey Style, Dubbel and Tripel”.[3]
- 2009: bronzen medaille op de Australian International Beer Awards in de categorie “Abbey Style, Dubbel and Tripel”.[4]
- In 2010 werd het bier door 3 proevers blind gekozen als het beste blonde abdijbier.[5]